# Ludwig Biermann
Ludwig Franz Benedict Biermann (Hamm, 13 de març de 1907 – Múnic, 12 de gener de 1986) va ser un astrònom alemany.
Va obtenir el seu doctorat de la Universitat de Göttingen el 1932. Va fer importants contribucions a l'astrofísica i la física del plasma i participà en el descobriment de la bateria Biermann. També va predir l'existència del vent solar, que el 1947 el va denominar "radiació corpuscular solar". Fou professor visitant a l'Institut d'Estudis Avançats de Princeton a la tardor de 1961. Va guanyar la Medalla Bruce el 1967 i la Medalla d'Or de la Reial Societat Astronòmica el 1974.
L'asteroide 73640 Biermann porta el seu nom.

## Premis
- Atorgant de Bruce Medalla
- Atorgant de medalla d'or del RAS

## Necrologies
- MitAG 66 (1986) 10 (alemany)
- QJRAS 27 (1986) 698